# Jindřich VI. (2. část)

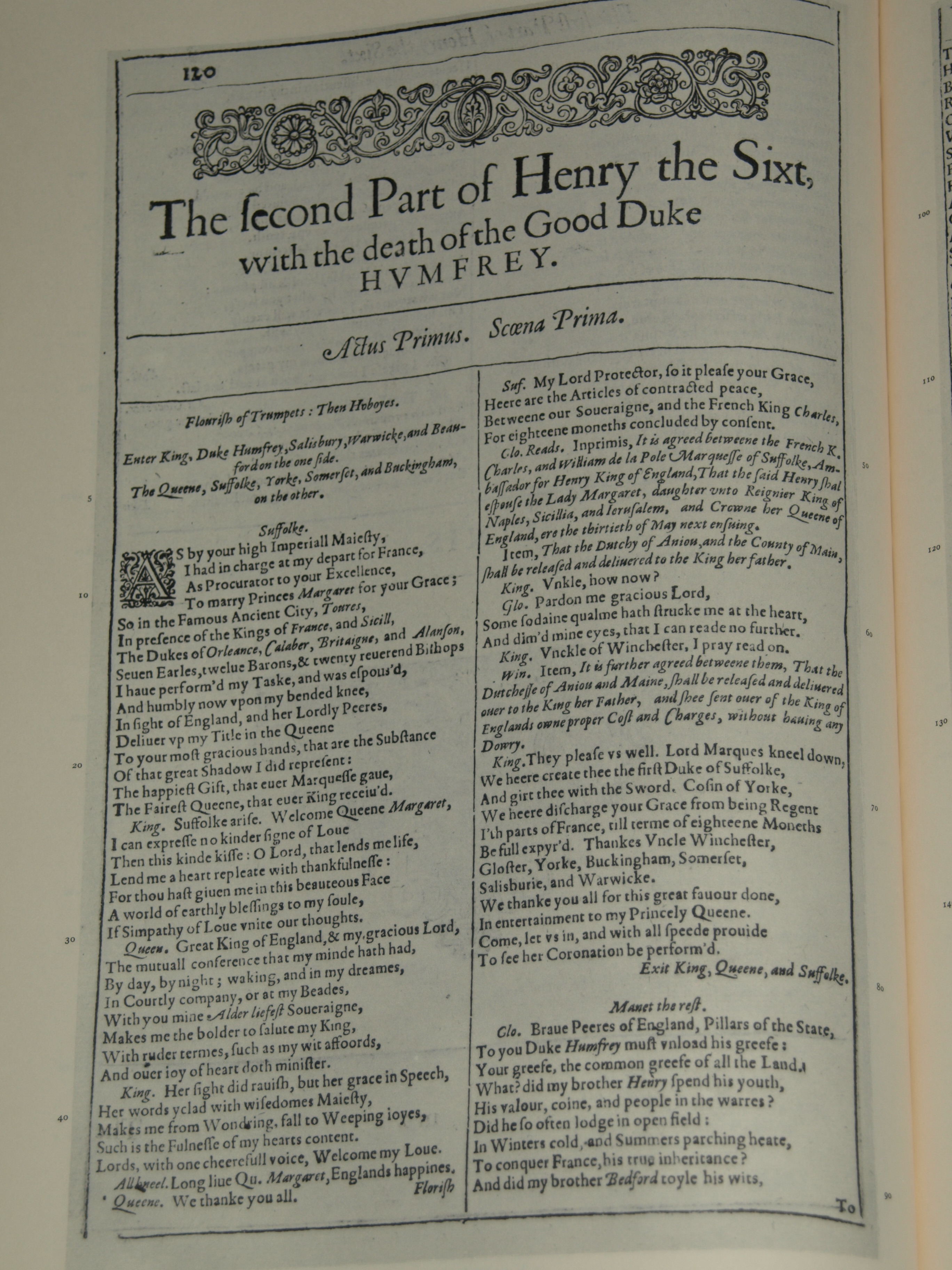
Faksimile první strany z vydání z roku 1623.

Jindřich VI. (2. část) je historická hra Williama Shakespeara napsaná zřejmě v roce 1591. Hra se odehrává v době anglického krále Jindřicha VI.
Zatímco první část Jindřicha VI. se zabývá ztrátou anglických území ve Francii a politickými machinacemi vedoucími k válce růží a třetí část popisuje hrůzy onoho konfliktu, druhá část se zabývá královou neschopností potlačit hašteření šlechty, smrtí jeho rádce Humphreyho z Gloucesteru, vzestupem vévody z Yorku Richarda a nevyhnutelnosti ozbrojeného konfliktu. Hra kulminuje v první bitvě u St Albans, první bitvy ve válce růží.
Ačkoliv Shakespeare nemusel nutně napsal trilogii Jindřich VI. v chronologickém pořadí, divadelní společnosti často spojují tyto tři hry s Richardem III. Vzniká tak tetralogie pokrývající celé období období války růží od smrti Jindřicha V. v roce 1422 po vzestup Jindřicha VII. v roce 1485.

## Postavy
- Jindřich VI. Anglický
- Markéta z Anjou, jeho královna
- Humphrey z Gloucesteru
- Richard Plantagenet
- aj.

## Děj
Hra začíná svatbou Jindřicha VI. s Markétou z Anjou, která je chráněnkou a možná i milenkou hraběte Suffolka, který chce skrz Markétu krále ovládat. Překážkou v tomto plánu je Humphrey, lidem oblíbený vévoda z Gloucesteru, kterému král hluboce důvěřuje. Díky Suffolkovi se Gloucesterova manželka zapojí do nekromantského rituálu, ale slyší jen vágní proroctví, než je zatčena a k vévodově hanbě vyhoštěna ode dvora.
Suffolk intrikuje s kardinálem Beaufortem a vévodou ze Somersetu proti Gloucesterovi. Suffolk ho obviní ze zrady a nechá ze zatknout a ještě před soudem na něj pošle dva vrahy. Vévoda z Yorku Richard mezitím uplatňuje své právo na trůn před hrabaty ze Salisbury a Warwicku, kteří ho podpoří.
Suffolk je vyhoštěn ode dvora za svou roli v Gloucesterově vraždě. Zhrozená Markéta z Anjou přísahá, že zajistí jeho návrat, ale Suffolk je krátce po svém odjezdu z Anglie zabit piráty a jeho hlava je poslána Markétě zpět. Richard z Yorku je jmenován velitelem armády, která má potlačit revoltu v Irsku, ale ještě předtím chce zjistit, zda by jeho cesta k moci měla podporu lidu. Tento pokus o rebelii je ale nakonec neúspěšný.
York se vrací s armádou do Anglie a tvrdí, že chce chránit krále před vlivem vévody ze Somersetu a přísahá, že rozpustí vojsko, pokud bude Somerset zatčen a obviněn ze zrady. Když však vévodu vidí na svobodě, oznámí svůj zájem o trůn. Angličtí šlechtici si volí strany, někteří podporují Yorky, jiní krále Jindřicha a Lancastery. V bitvě u St Albans Richard zabije Somerseta. Po prohrané bitvě královna Markéta přesvědčuje Jindřicha, aby utekli z bojiště do Londýna.